# Château de Ferron
 (août 2017).
Si vous disposez d'ouvrages ou d'articles de référence ou si vous connaissez des sites web de qualité traitant du thème abordé ici, merci de compléter l'article en donnant les références utiles à sa vérifiabilité et en les liant à la section « Notes et références ».
Le château de Ferron, construit au XIXe siècle à l’emplacement d’un édifice plus ancien, sur la commune de Tonneins, dans le département de Lot-et-Garonne, en France.

## Histoire
Le fief de Ferron est situé au Moyen Âge sur la paroisse de Sainte-Quitterie-de-Magnon. Aux alentours de 1550, le domaine, alors appelé fief de Bonnaire, appartient à la famille de Beaupuy. En effet, à cette époque, les terres de Bonnaire auraient été données par le seigneur de Tonneins-Dessous à l’un des membres de cette famille. Les Beaupuy construisent alors une maison forte, près de l’église Sainte-Quitterie, et des métairies.
Au cours des siècles, divers propriétaires se succèdent. Au début du XVIIe siècle, le fief est donné à la famille de Ferron, nom que le domaine a gardé. Il passe ensuite à la famille de Laguo avant d’entrer en possession des Silvestre. Ils le conservent de 1705 jusqu’au début du XXe siècle.
Toutefois, un acte du 29 octobre 1744 désigne M. Desclaux, secrétaire du Roy, comme seigneur du fief de Bonnaire et en percevant les rentes, notamment sur une maison du quartier du Bisquaret à Tonneins-Dessous (Lasalle notaire royal).
C’est l’un des membres de la famille Silvestre, Louis Alexandre Rosalie Silvestre de Ferron, qui décide de la démolition de la maison forte du XVIe siècle et de la construction d’une nouvelle demeure, de style néogothique. Le château est bâti par l’architecte bordelais Jean-Baptiste Lafargue. Louis Alexandre Rosalie Silvestre de Ferron décèdera le 20 avril 1865 dans sa 82ème année.
En 1943, le château de Ferron est occupé par la Milice française. Le 9 août 1944, il est bombardé par l’aviation alliée : l’aile nord-est, en retour sur la façade principale, a disparu et n’a pas été relevée.
Londres a préparé cette action en comptant que la Résistance, importante aux alentours, allait encercler le château, libérer tous les prisonniers et, pourquoi pas, s’emparer des miliciens. Or l’opérateur radio du CDR, pourtant bien équipé, n’a pas pris les messages diffusés par la BBC !
Les miliciens et leur famille abandonnent Ferron et s’installent, très provisoirement, dans les écoles de Tonneins, avant de repartir, le 16 août, vers Montpellier.
Ensuite il a été un hôtel-restaurant, puis a servi de centre de loisirs pour l'Amicale Laïque...
Aujourd'hui, il est à l'abandon et attend de nouveaux projets.

## Description
Il présente les caractéristiques des demeures de l’époque : c’est une grosse maison bourgeoise à l’allure médiévale. Il est composé de plusieurs corps de bâtiments juxtaposés flanqués de tours polygonales et d’une tour circulaire.